# ريتش برادلي
ريتش برادلي (بالإنجليزية: Rich Bradley)‏ هو سياسي أمريكي، ولد في 18 مايو 1955 في شيكاغو في الولايات المتحدة. حزبياً، نشط في الحزب الديمقراطي. وقد انتخب عضو مجلس نواب إلينوي.